# Vitrail du Duomo de Sienne
Le vitrail du Duomo de Sienne fut défini par les cartons peints en grisaille de Duccio di Buoninsegna pour remplir  la rose de l'abside du Duomo de Sienne. L'original du vitrail est conservé et exposé dans une salle (il Salone) du Museo dell'Opera Metropolitana del Duomo (une copie étant à son emplacement premier).

## Histoire
Quatre documents définissent le projet de vitrail entre 1287 et 1288 confié à une maître siennois ; le vitrail fut formellement attribué à Duccio par Enzo Carli en 1946.
Le vitrail fortement endommagé au cours des siècles fut restauré en 1697 par Giulio Francesco Aganazzi di Armeno, puis par Camillo Tarozzi. Il fut ensuite transféré au musée de l'Œuvre. 

## Sujet
Le Duomo étant consacrée à la Vierge Marie (cathédrale Notre-Dame-de-l'Assomption),  le vitrail de l'abside était  visible du chœur pendant l'office.
Différents épisodes de la Vie de la Vierge sont rapportés dans la branche verticale de la croix formée par des panneaux du vitrail. Ils sont entourés de saints locaux (protecteurs de la ville)   sur le bras horizontal de cette croix, et de saints généraux (évangélistes) aux quatre coins restant.

## Description
- Au centre figure  La Vierge Marie en gloire dans une mandorle entourée de quatre anges
  - latéralement par Les Quatre Saints Protecteurs de Sienne, Bartholomée et Ansano à gauche, Crescenzio et Savino à droite.
- Au-dessus, Le Couronnement de la Vierge
  - latéralement par deux des évangélistes du Tétramorphe, saint Jean à droite et saint Matthieu à droite
- En bas, La Mort de la Vierge entourée des apôtres. 
  - latéralement par deux autres évangélistes du Tétramorphe, saint Luc à gauche et saint Marc à droite.

## Galerie

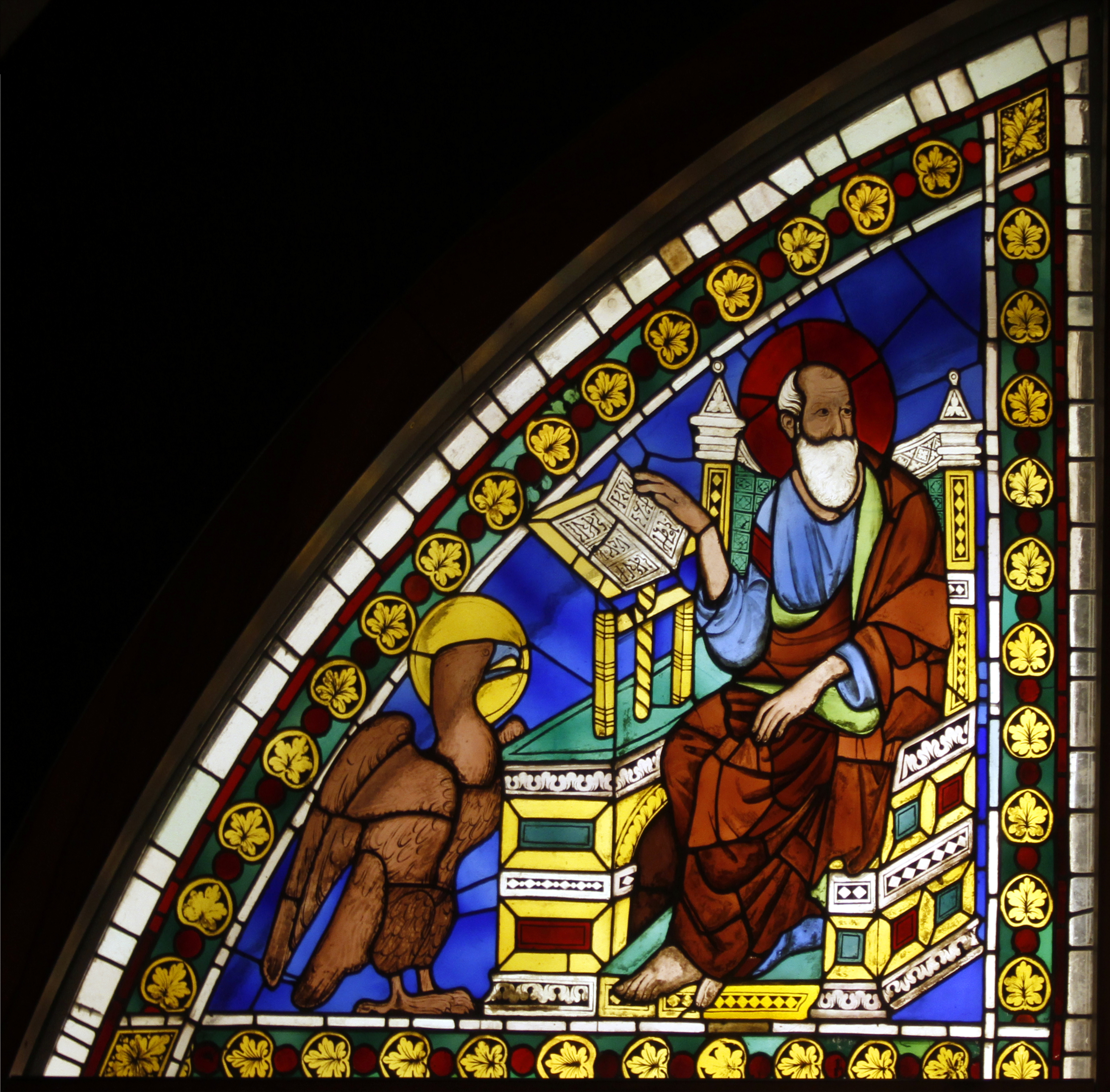
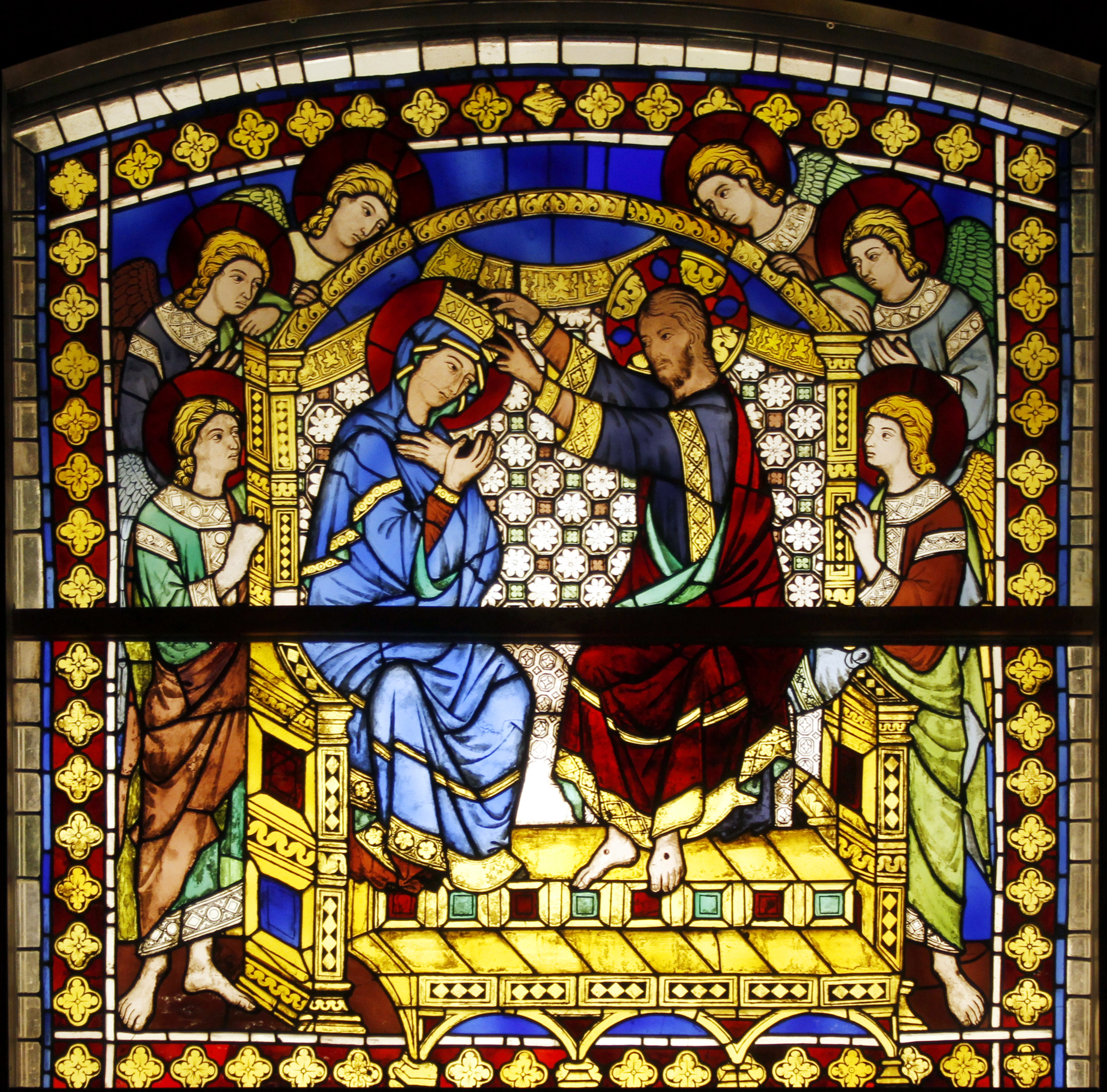
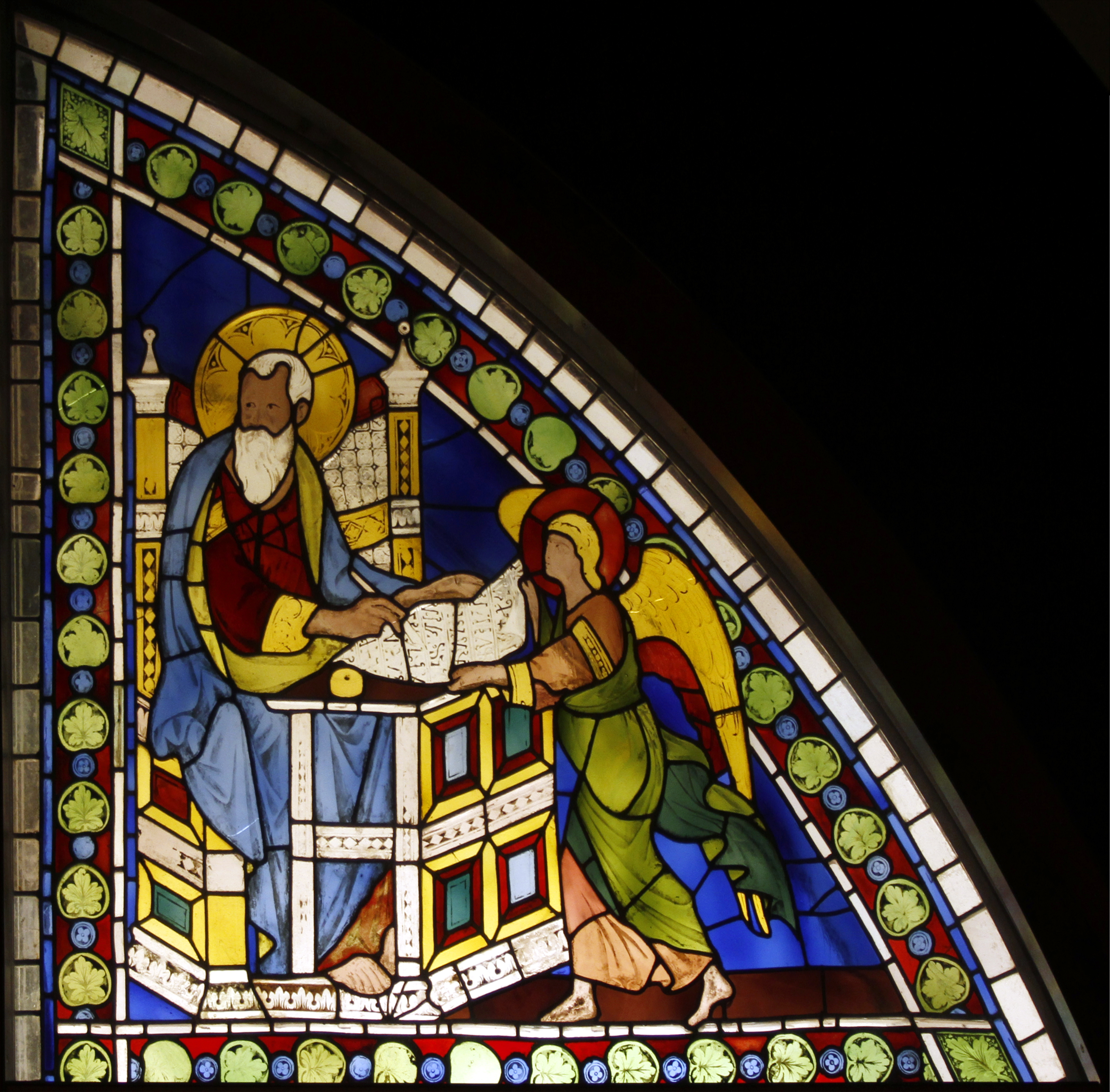

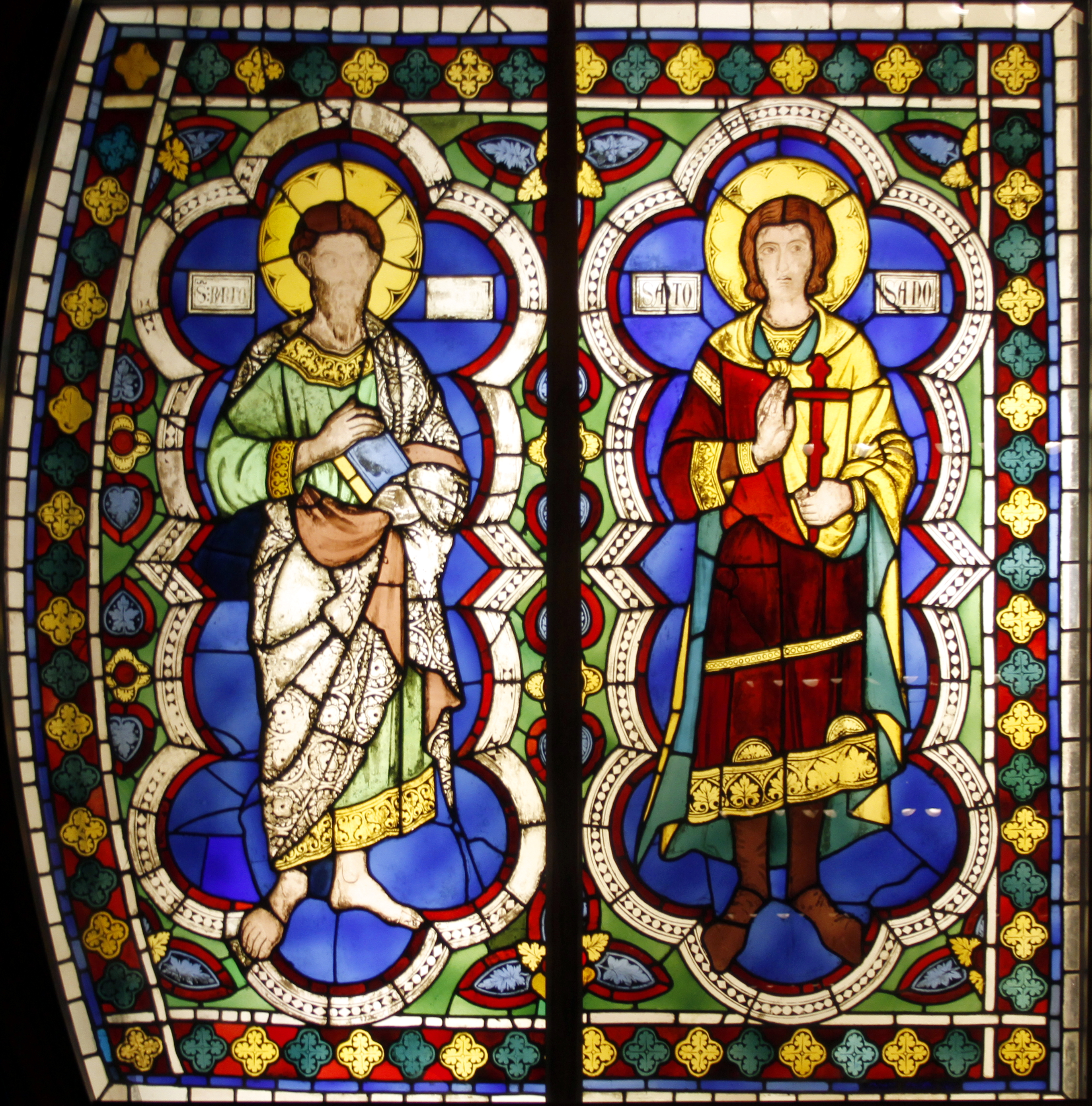
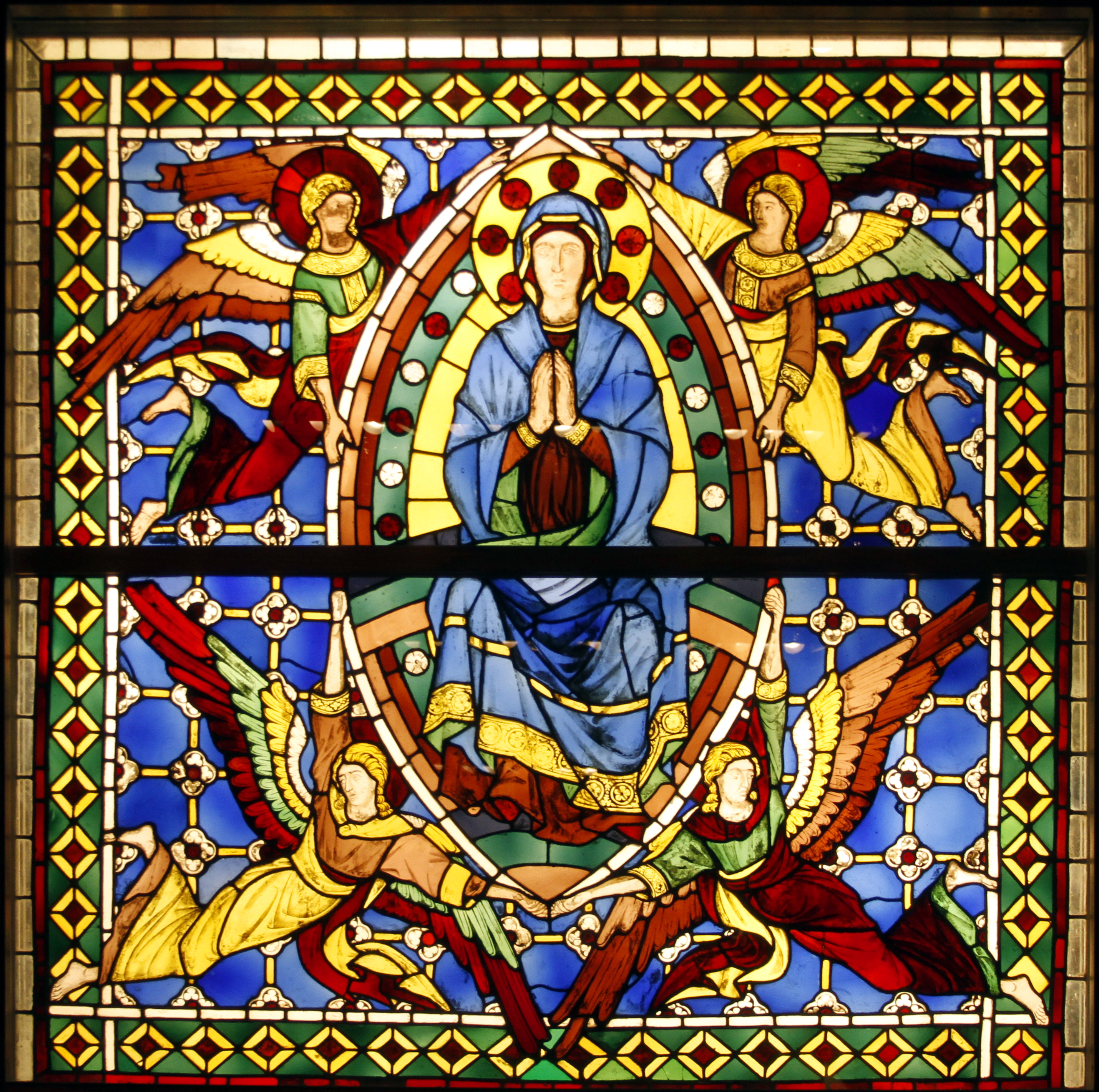
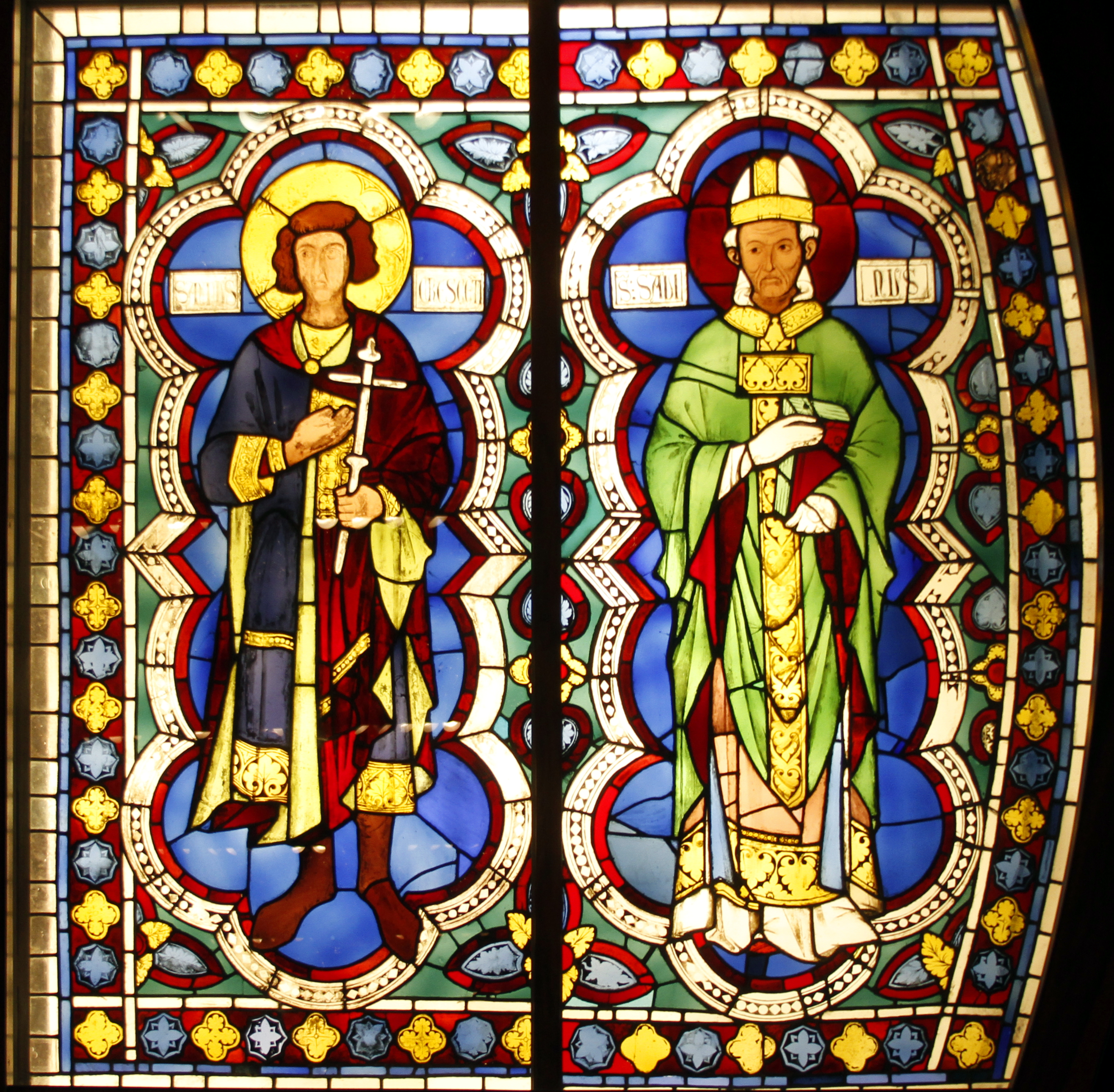

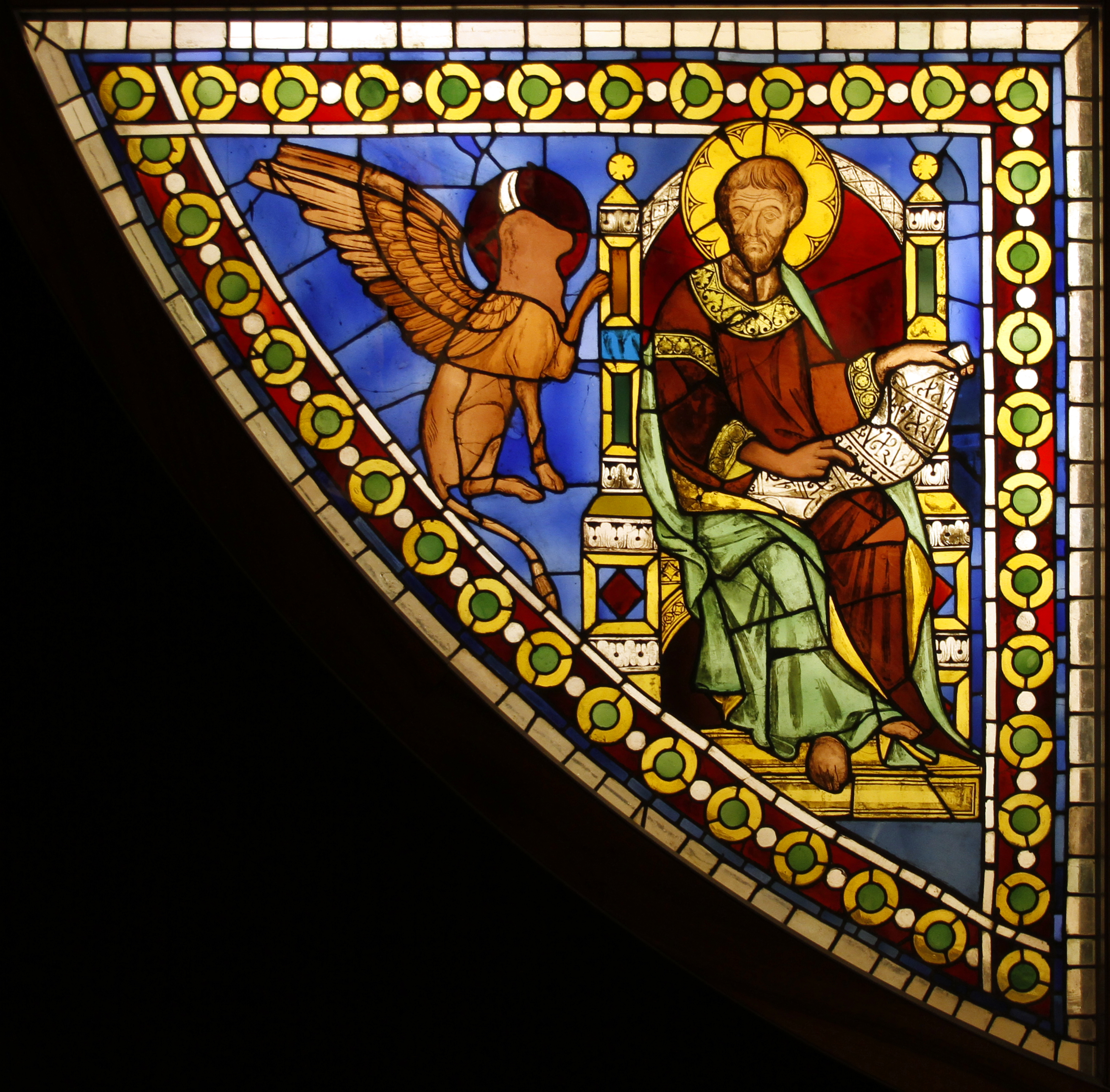
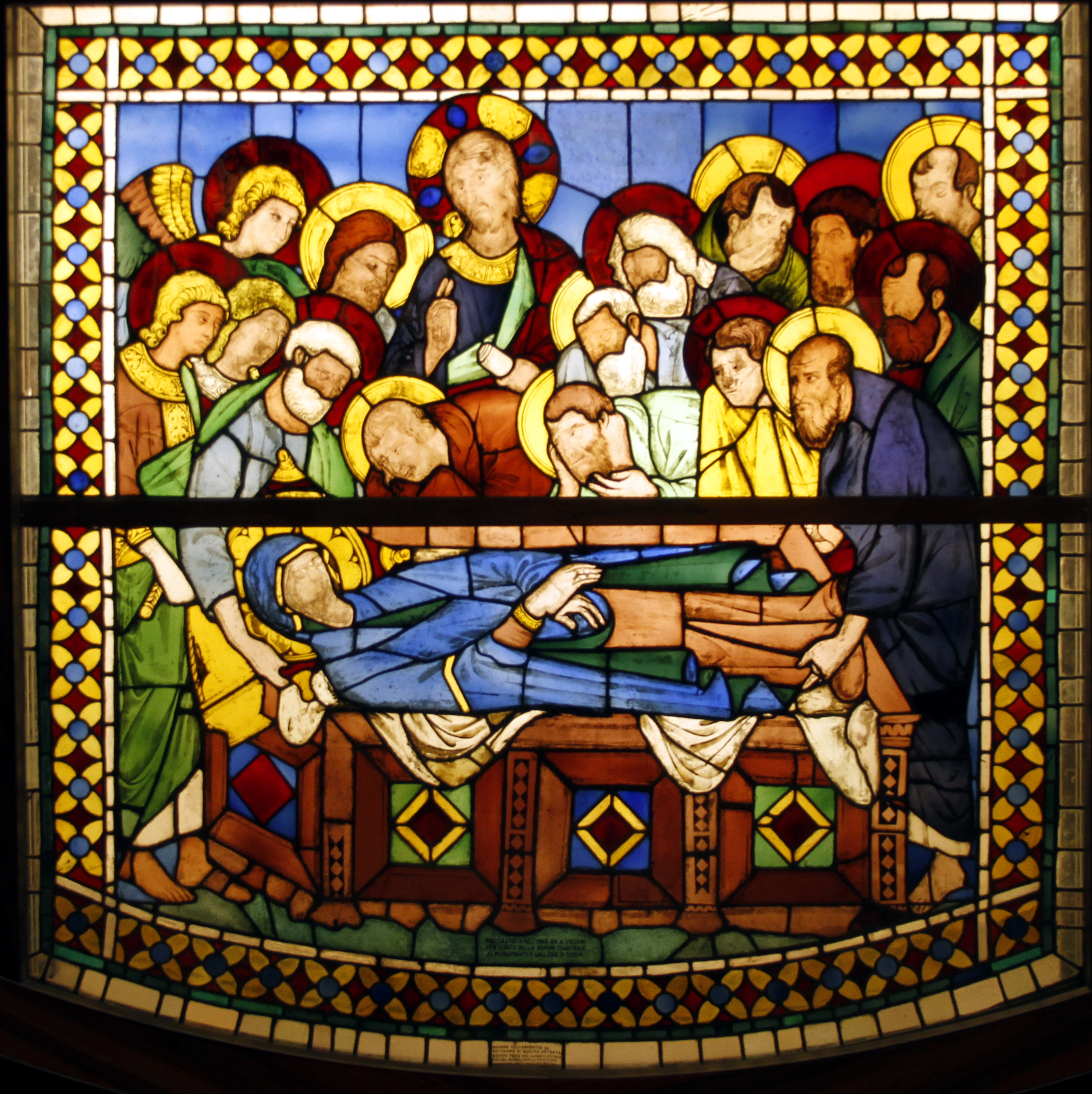
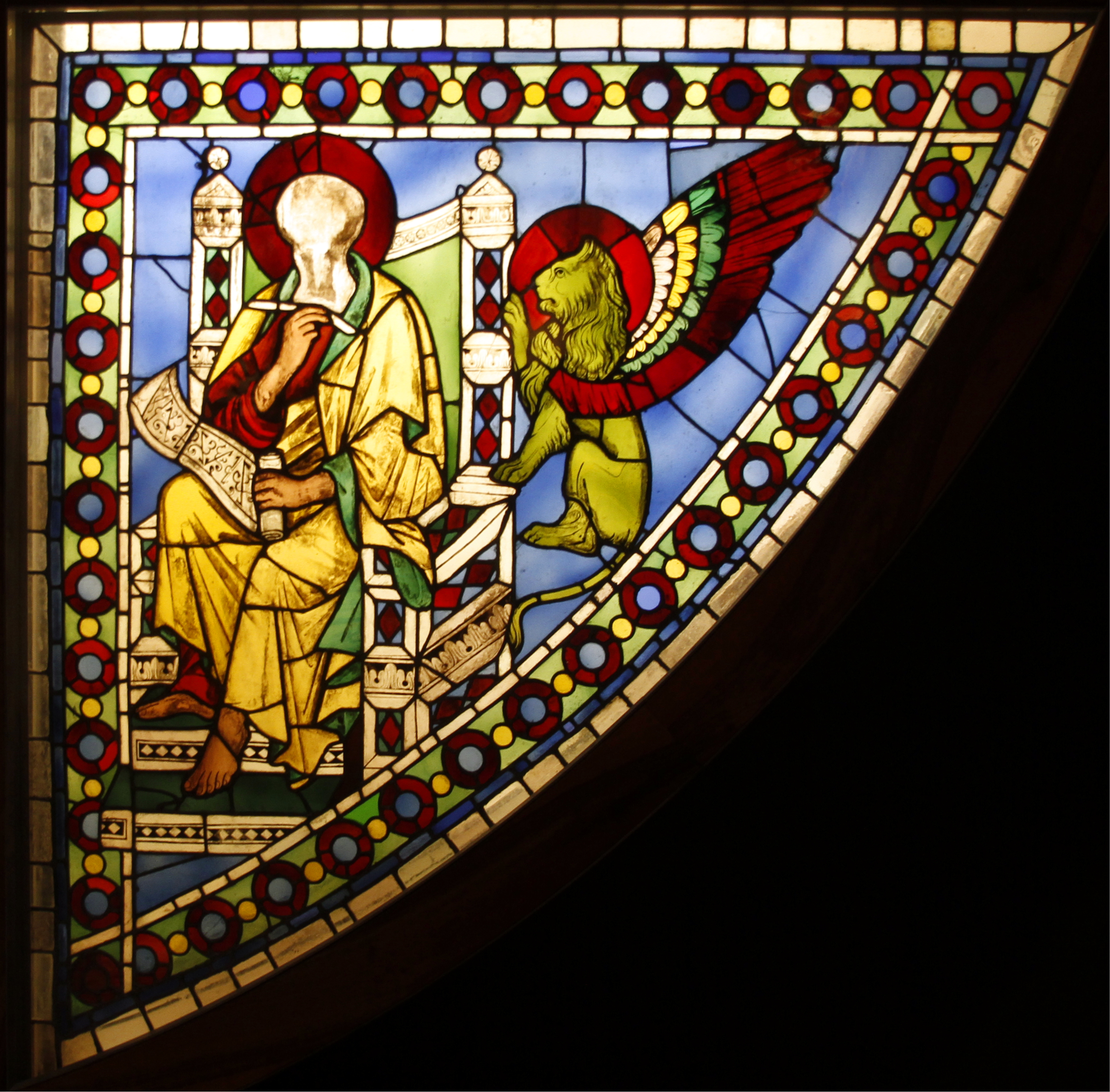